# Himmelsberga

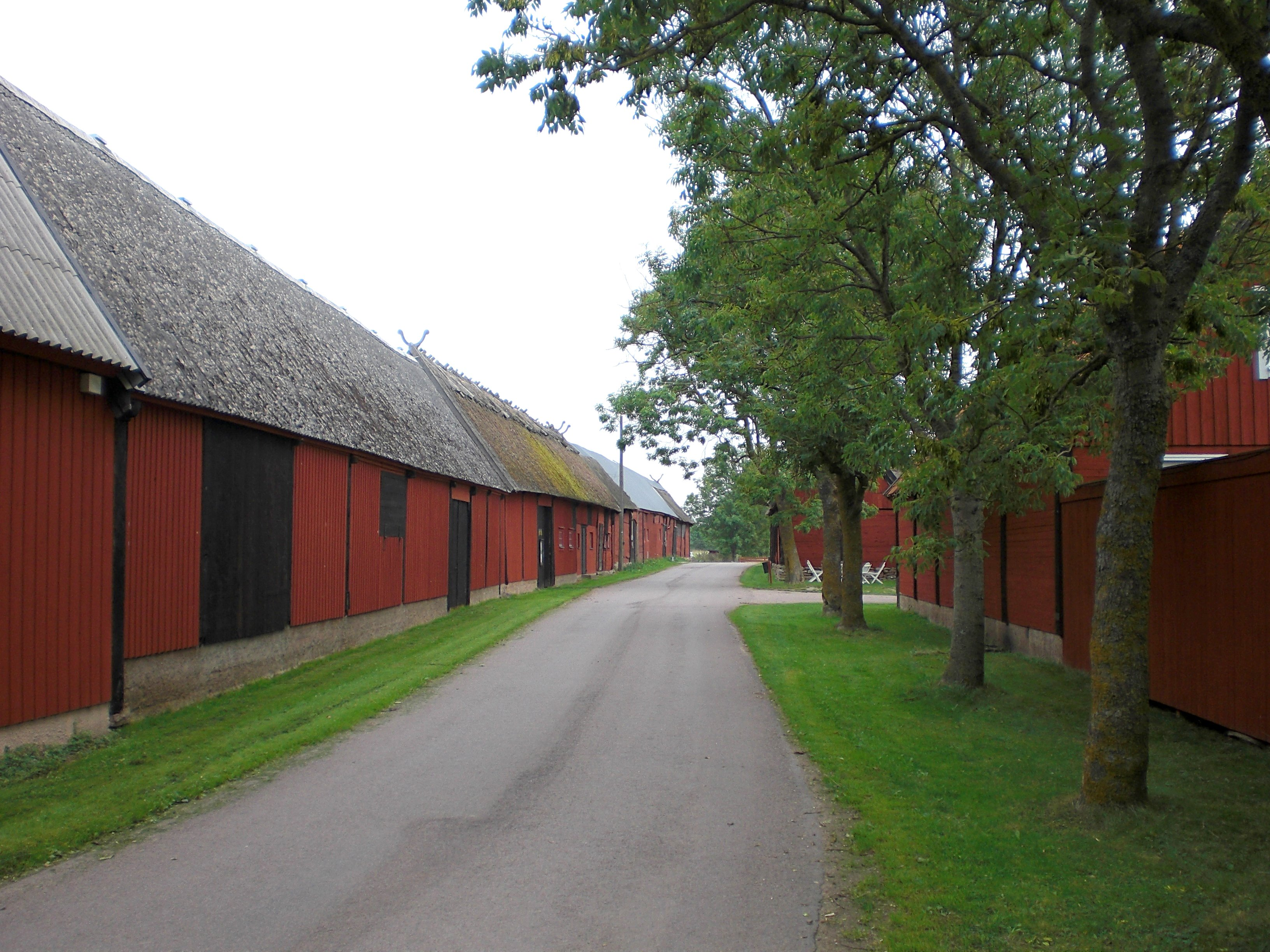
Straße durch Himmelsberga

Himmelsberga ist ein zur Gemeinde Borgholm gehörendes Dorf auf der schwedischen Ostseeinsel Öland. Bekannt ist es durch das hier befindliche Ölandmuseum.
Himmelsberga befindet sich auf der Ostseite Ölands südlich der Straße von Rälla nach Långlöt, nur etwa einen Kilometer westlich von Langlöt. Der Ort hat deutlich weniger als 50 Einwohner (Stand 2005). Durch Himmelsberga führt eine Straße zum südlich gelegenen Bjökerum.
Das Dorf ist als Straßendorf angelegt, wobei sich beiderseits der Dorfstraße eine geschlossene Bebauung befindet, die aus dem 18. und 19. Jahrhundert stammt. Diese auf Öland traditionsreiche Bauform hat sich in Himmelsberga so gut erhalten, dass der historische Teil des Dorfes zum Freilichtmuseum entwickelt wurde. Hier besteht in der Saison auch eine gastronomische Betreuung sowie ein Museumsladen. In einer im Museum integrierten Kunsthalle werden Werke öländischer Künstler ausgestellt. 
Im Ort und seiner unmittelbaren Umgebung befinden sich drei der für Öland typischen Windmühlen.
Koordinaten: 56° 44′ N, 16° 43′ O